# Iglesia de San Miguel Arcángel (Nájera)
La iglesia de San Miguel Arcángel fue un templo católico de la localidad española de Nájera, en la provincia de La Rioja.

## Descripción
El edificio se encuentra en la localidad española de Nájera, perteneciente a la provincia de La Rioja. Se menciona como iglesia parroquial del lugar en el duodécimo volumen del Diccionario geográfico-estadístico-histórico de España y sus posesiones de Ultramar de Pascual Madoz, donde aparece descrita con las siguientes palabras:

La iglesia parroquial dedicada al Arcangel San Miguel, sit. al Oriente y Mediodia, es de pobre aspecto; sus paredes y torres son de cal y canto: tiene 3 altares feios y ennegrecidos ó sucios. En tiempos antiguos fue dependiente de la monasterial de Santa María, pero como siempre há sido de poquísima consideracion por sus reducidas utilidades, en el dia, se encuentra independiente y patrona de sí misma; proveyendo el cabildo en patrimoniales las vacantes que ocurran en su seno. Actualmente hay un beneficiado de residencia y un cura ecónomo.
(Madoz, 1849, p. 17)

El inmueble es en la actualidad una casa de cultura.